# 讷维克 (滨海夏朗德省)
讷维克（法語：Neuvicq，法語發音：[nøvik]）是法国滨海夏朗德省的一个市镇，位于该省东南部，属于容扎克区。

## 地理
讷维克（45°14'38"N, 0°11'8"W）面积22.72 平方千米，位于法国新阿基坦大区滨海夏朗德省，该省份为法国西部滨海省份，北起旺代省，西临大西洋，南至吉倫特省，东南接多爾多涅省，东北接德塞夫勒省接壤，东临夏朗德省。
与讷维克接壤的市镇（或旧市镇、城区）包括：吉藏雅尔、博雷斯和马尔特龙、舍旺索、勒富尤、蒙吉永、蒙略拉加德、奥里尼奥勒、圣马丹达里、圣帕莱-德内格里尼亚克、瓦勒多日。

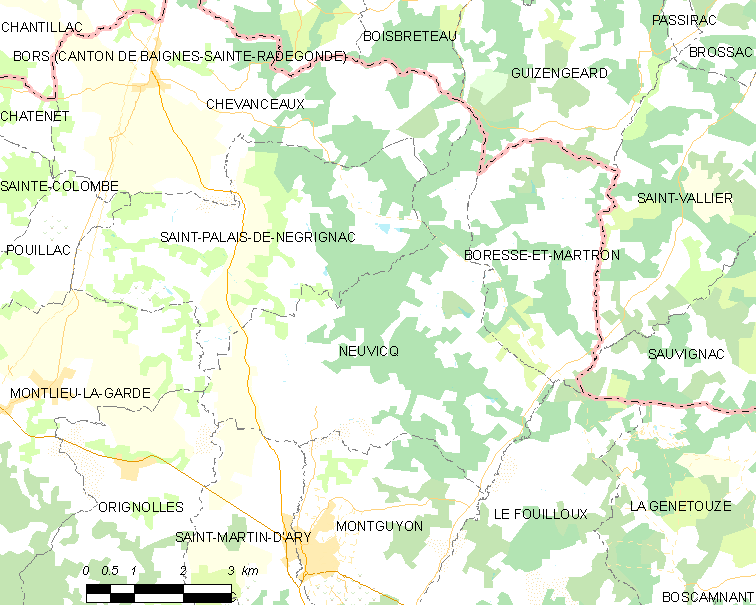
的OSM定位图

讷维克的时区为UTC+01:00、UTC+02:00（夏令时）。

## 行政
讷维克的邮政编码为17270，INSEE市镇编码为17260。

## 政治
讷维克所属的省级选区为三山县。

## 人口

1962-2008年间人口变化图示

讷维克于2022年1月1日时的人口数量为408人。